# Verein für Raumschiffahrt
Verein für Raumschiffahrt (VfR), Societatea Germană pentru Călătorii Spațiale, a fost fondată la 5 iulie 1927 la Breslau de către Johannes Winkler (primul care a lansat o rachetă cu carburant lichid în Europa), Max Valier și Willi Ley. Ideea înființării societății a fost publicarea la Berlin în anul 1923, a cărții lui Hermann Oberth Die Rakete zu den Planetenräumen (Racheta, cheia spațiilor interplanetare). Asociația a fost desființată prin ordin militar în anul 1933. 
VfR era o organizație civilă de amatori ai cărei membri erau inventatori, ingineri, pasionați de domeniul rachetelor și zborurilor spațiale. Societatea a înființat primul rachetodrom, numit “Raketenflugplatz”, lângă Berlin, în septembrie 1930.
Printre membrii societății s-au numărat cercetători care au contribuit la dezvoltarea programului militar german de rachete: Wernher von Braun, Walther Hohmann, Hermann Oberth, Klaus Riedel, Eugen Sänger, Franz Ritter, Kurt Heinisch, Rudolf Nebel, Hugo Hückel, Reinhold Tiling, Albert Püllenberg. 
Unele dintre realizările inginerilor de la VfR aveau să apară după sfârșitul celui de-al doilea război mondial, în RFG, ce au dus în anii ce au urmat, la situarea industriei militare germane în topul celei mondiale: 

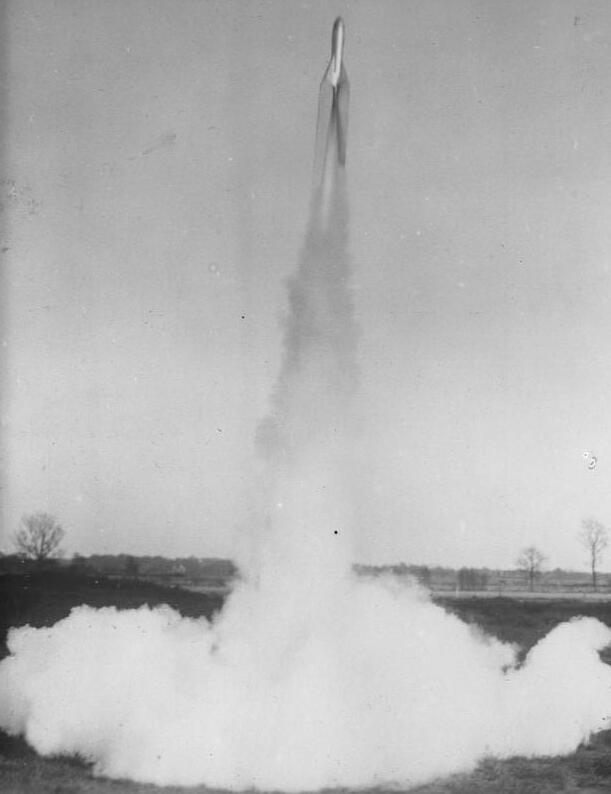
Racheta Tiling

## Racheta Tiling
A fost dezvoltată de Reinhold Tiling, inginer și fost pilot de vânătoare în primul război mondial. Racheta funcționa cu combustibil solid, (pulbere neagră), ridicându-se la 1000 m înălțime. 
Dezvoltarea sa în anul 1928, a atras atenția Kriegsmarine, aceasta finanțând dezvoltarea unei rachete destinată lansării de parâme între nave, pentru transferul de materiale și combustibil. Au fost dezvoltate mai multe prototipuri, reușind în perioada 1931-1933 să se ridice la altitudini de 800-7000 m. Prima lansare a fost la 15 aprilie 1931.

## Racheta Mirak
Unele dintre primele rachete concepute la VfR au fost Mirak, de către Rudolf Nebel. Acesta le-a numit Minimumsrakete (Mirak), având mai multe variante alimentate cu combustibil lichid compus din oxigen lichid și benzină. S-au făcut peste 100 de teste în perioada 1930-1932.
- Mirak 1, a avut primele teste lângă Bernstadt, în Saxonia în luna iulie 1930, având un motor conic  numit “Kegelduese”.
- Mirak 2, s-a ridicat la peste 1000 m înălțime, aterizarea făcându-se cu ajutorul unei parașute.
- Mirak 3, o variantă mult mai modernă, 7 exemplare construite, ultimul test la 8 ianuarie 1932.[3]

## HW-2
Racheta HW-2 a fost concepută de Johannes Winkler, avea formă aerodinamică de lacrimă, fiind realizată din aliaj aluminiu-magneziu. A explodat la 10 octombrie 1932 în cursul unui test desfășurat la Pillau, lîngă Marea Baltică.

## Racheta Magdeburg
Racheta Magdeburg realizată în 8 exemplare cu fonduri civile, a fost cea mai mare construită în Germania până la realizarea rachetei A-3 în 1937. Această rachetă a fost creația inginerului Franz Mengering, ce lucra pentru autoritățile din orașul Magdeburg, cu concursul lui Rudolf Nebel.
Cel mai reușit test a fost pe data de 29 iunie 1933, racheta având motor de 200 kgf, ridicându-se 300 m de la sol.

## Racheta Mohr
Racheta Mohr a fost realizată de inginerul Ernst Mohr din Wuppertal. Programul a fost oprit la ordinul Gestapo, dar a fost reluat după război, în anul 1958 realizându-se o variantă meteorologică, mult modernizată.

## Seria Opel RAK
Vehiculele din seria RAK, rodul colaborării dintre Fritz von Opel, Max Valier și Friedrich Wilhelm Sander include: două automobile (RAK. 1, RAK. 2), două planoare (Lippisch-Ente, Opel-Sander RAK.1), două vehicule pe șine (RAK. 3, RAK. IV), precum și o motocicletă  echipată cu rachete propulsoare).
- Opel RAK.1: automobil care a realizat viteza de 75 km/h,  pe 15 martie 1928
- Opel RAK.2: automobil acționat de 24 rachete cu combustibil solid, la data de 23 mai 1928 a atins o viteză de 230 km/h
- Opel RAK.3: tren-rachetă, viteza atinsă 254 sau 290 kmh; la a doua rulare, trenul sare de șine și este distrus
- Opel Rak IV: tren-rachetă, a fost distrus în cadrul primului test, acesta sărind de pe șine datorită vitezei, rachetele explodând
- Opel-Sander RAK.1: planor rachetă, lansat la 30 septembrie 1929

### Motocicleta-rachetă
La baza conceperii, a stat un model anterior de motocicletă, Motoclub 500 SS, al cărei motor OHV a fost adus de la 22 la aproximativ 30 CP. Avea montate 6 rachete Sanders, 3 pe fiecare parte, fiecare cu câte 5 kg de pulbere neagră. Rachetele au fost atașate la panouri metalice, lângă roata din spate, care aveau rolul să protejeze anvelopa de eșapamentul rachetelor. 
Scopul construirii motocicletei a fost depășirea recordului mondial de viteză pentru motociclete, care la momentul respectiv era de 200,6 km/h. Viteza maximă preconizată era de aproximativ 220-225 km/h. Motorul trebuia să fie mai întâi accelerat până la viteza de aproximativ 145 km/h, apoi decuplat, iar cele șase rachete pornite în trei etape: la 145 km/h, 180 km/h, și la 200 km/h în etapa a treia.

## Galerie de imagini

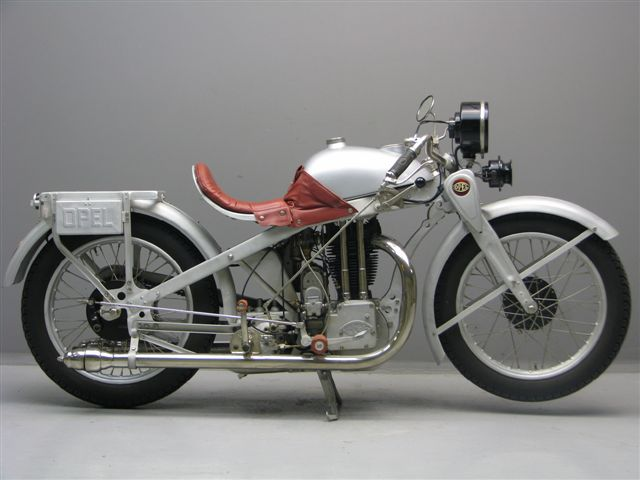
Motoclub 500 SS
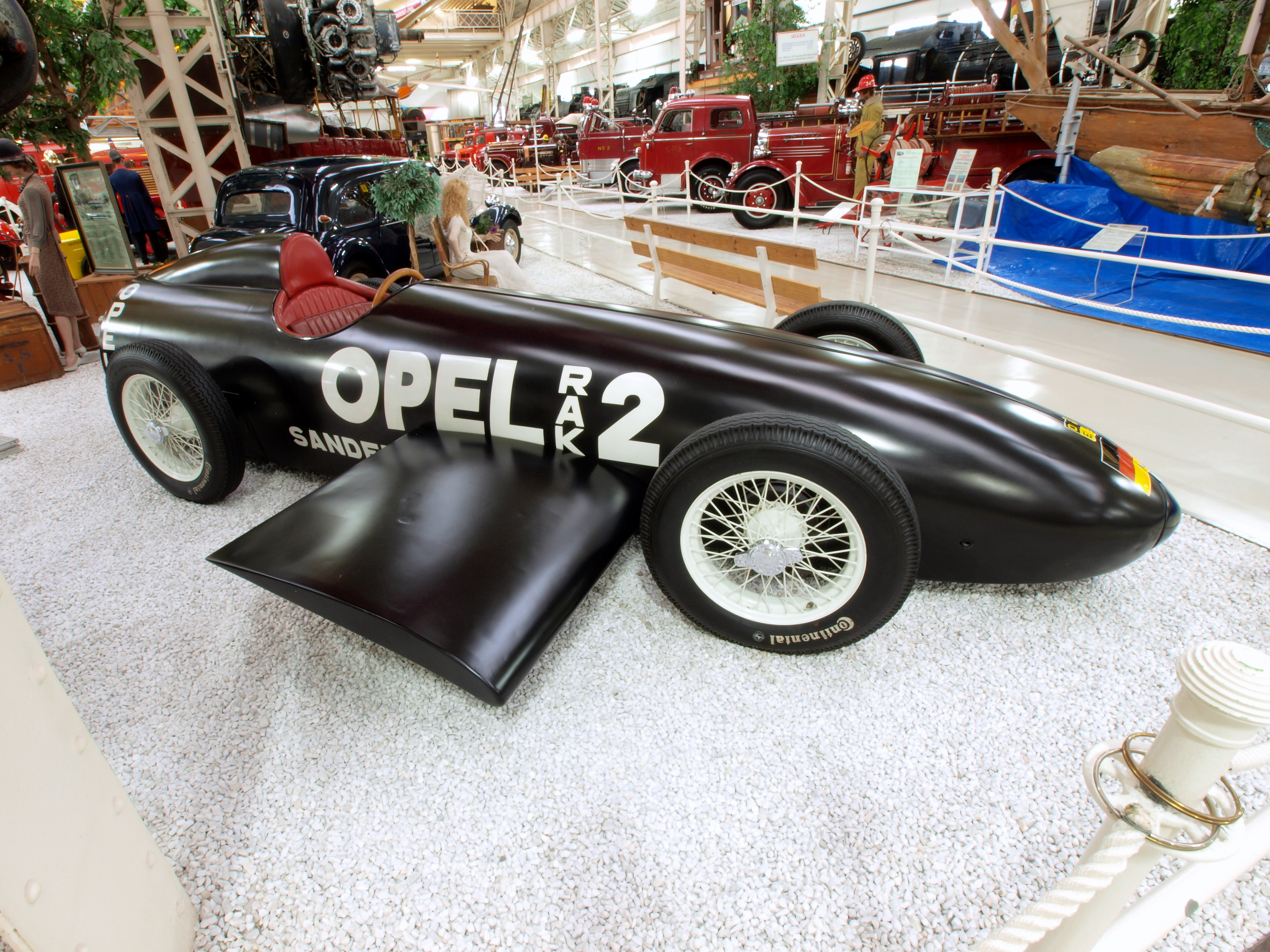
Opel RAK.2
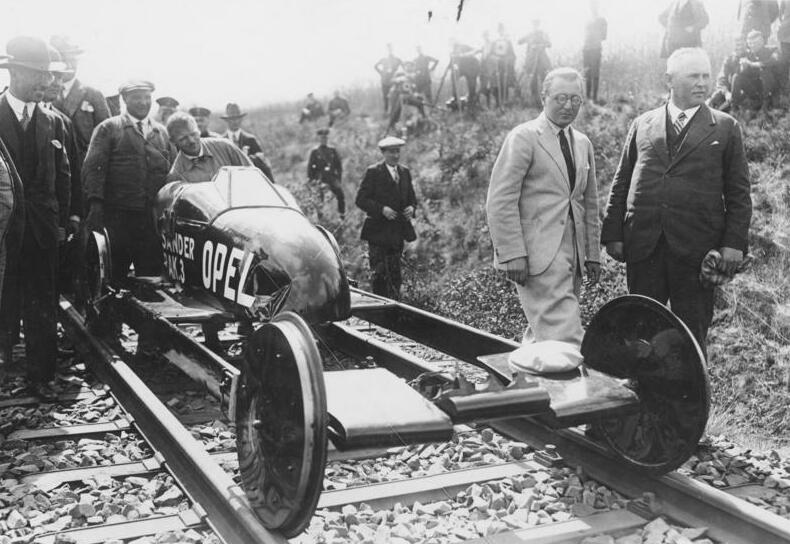
Opel RAK.3
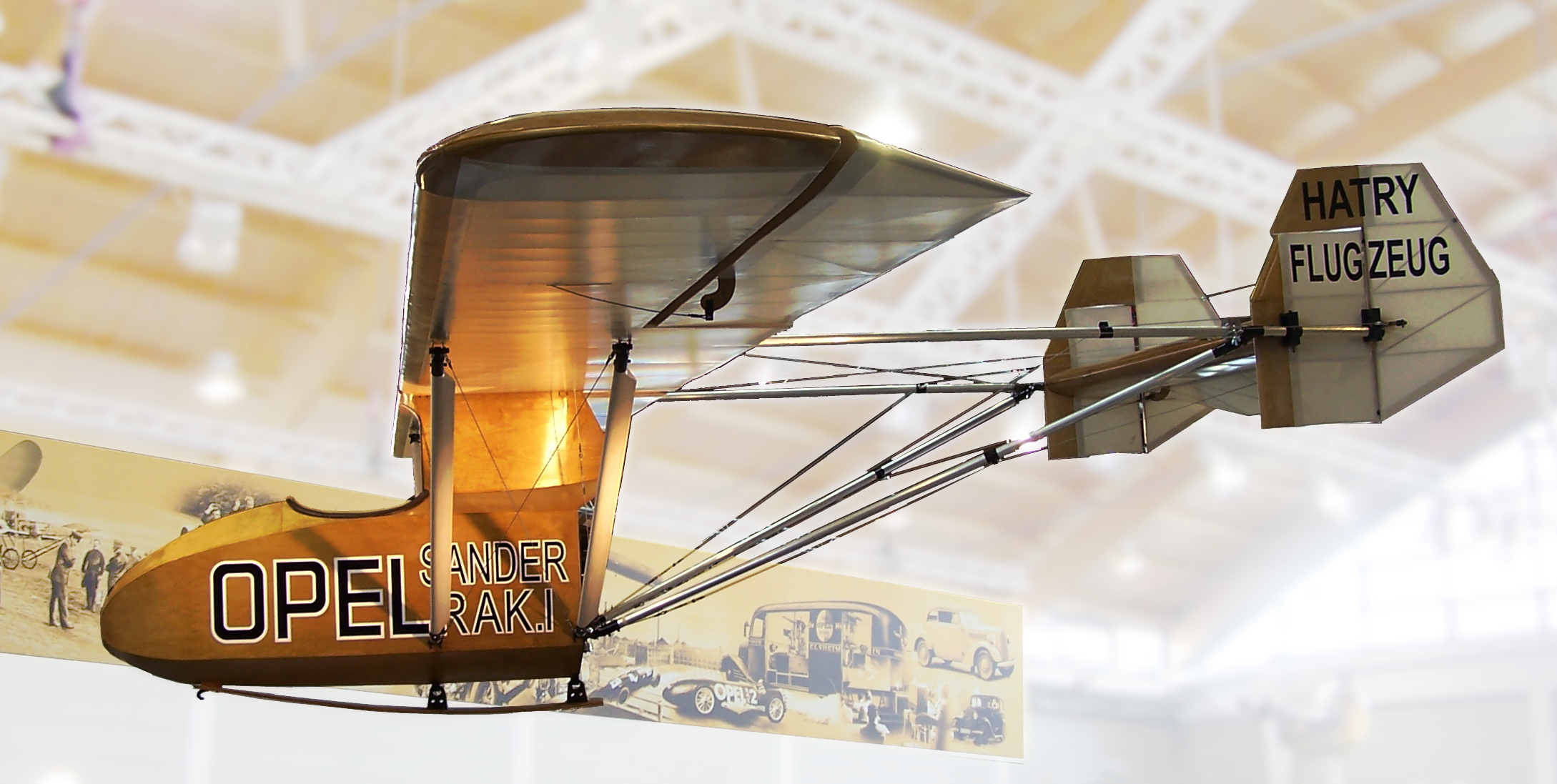
Opel-Sander RAK.1